# Яструбинский сельский совет (Сумский район)
Яструбинский сельский совет (укр. Яструбинська сільська рада) — входит в состав
Сумского района
Сумской области
Украины.
Административный центр сельского совета находится в 
с. Ястребиное.

## Населённые пункты совета
- с. Ястребиное
- с. Бондаревщина
- с. Графское
- с. Диброва